# Gypsophila pseudomelampoda
Gypsophila pseudomelampoda là loài thực vật có hoa thuộc họ Cẩm chướng. Loài này được Gauba & Rech.f. mô tả khoa học đầu tiên năm 1940.